# Arrondissement Molsheim
Molsheim is een arrondissement van het Franse departement Bas-Rhin in de regio Grand Est. De onderprefectuur is Molsheim.

## Kantons
Het arrondissement was tot 1 januari 2015 samengesteld uit de volgende kantons:
- Kanton Molsheim
- Kanton Rosheim
- Kanton Saales
- Kanton Schirmeck
- Kanton Wasselonne

Na 1 januari 2015 omvatte het arrondissement nog enkel delen van kantons, te weten:
- Kanton Molsheim: 30 van de 31 gemeenten
- Kanton Mutzig: 33 van de 51 gemeenten
- Kanton Saverne: 14 van de 52 gemeenten